# Bateau-mouche
Pour les articles homonymes, voir Mouche (homonymie).

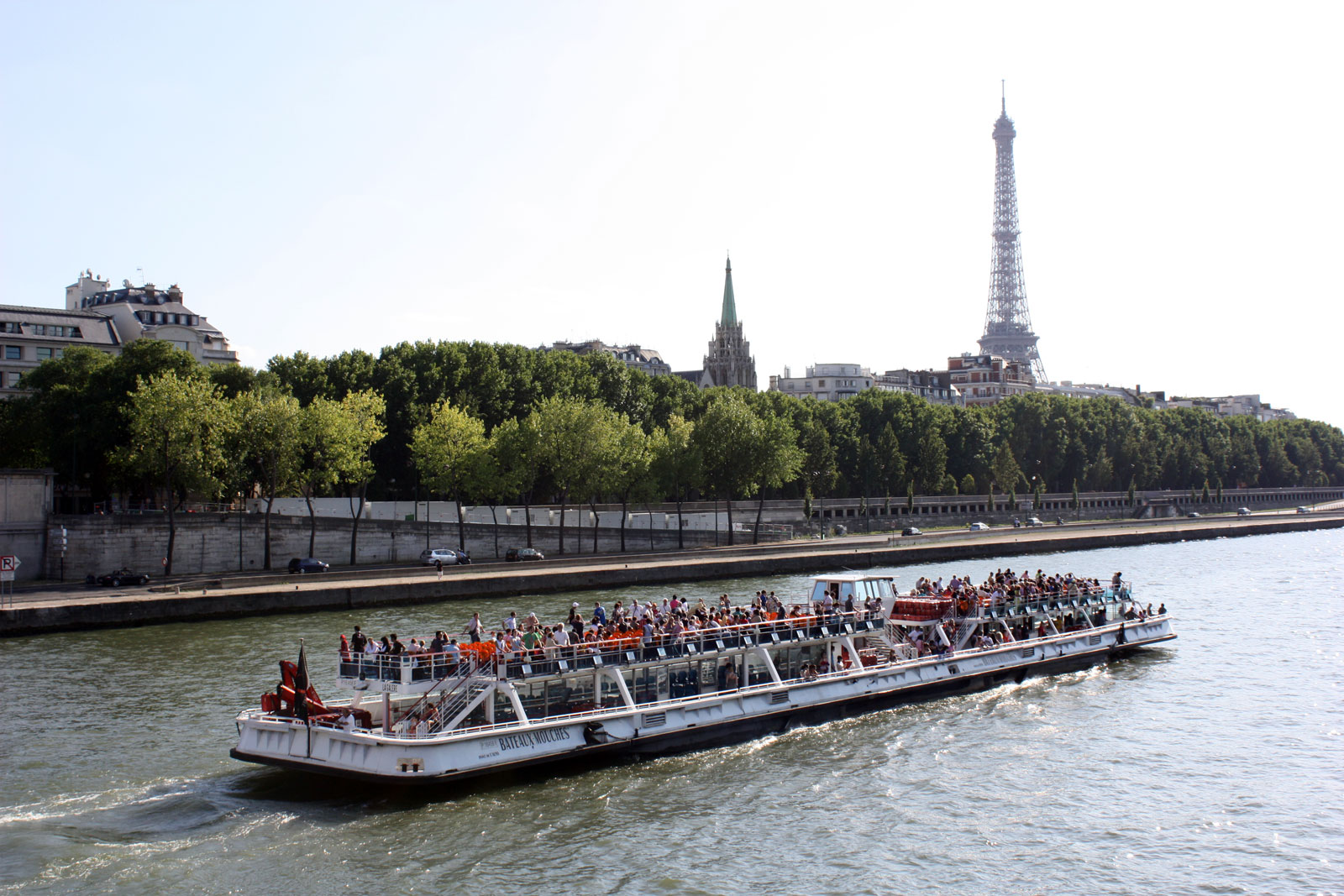
Bateau-mouche sur la Seine.

Un bateau-mouche est un type de navette utilisée pour le tourisme fluvial à Paris ainsi qu'à Strasbourg et Lyon, d'où il est originaire. Ce terme est devenu un nom générique pour ce type de transport.
En France, la dénomination « Bateaux Mouches » est une marque déposée et enregistrée depuis 1950 par la « Compagnie des Bateaux Mouches », notamment sous les numéros 1092478 et 1611120, pour désigner des services de promenade touristique. 

## Origine du nom et concept

Bateaux-mouche en France
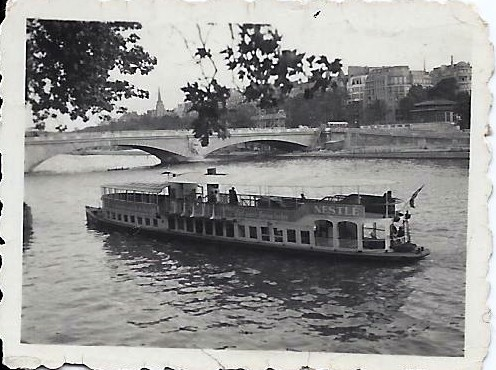
Bateau-mouche sur la Seine vers 1900 à Paris.
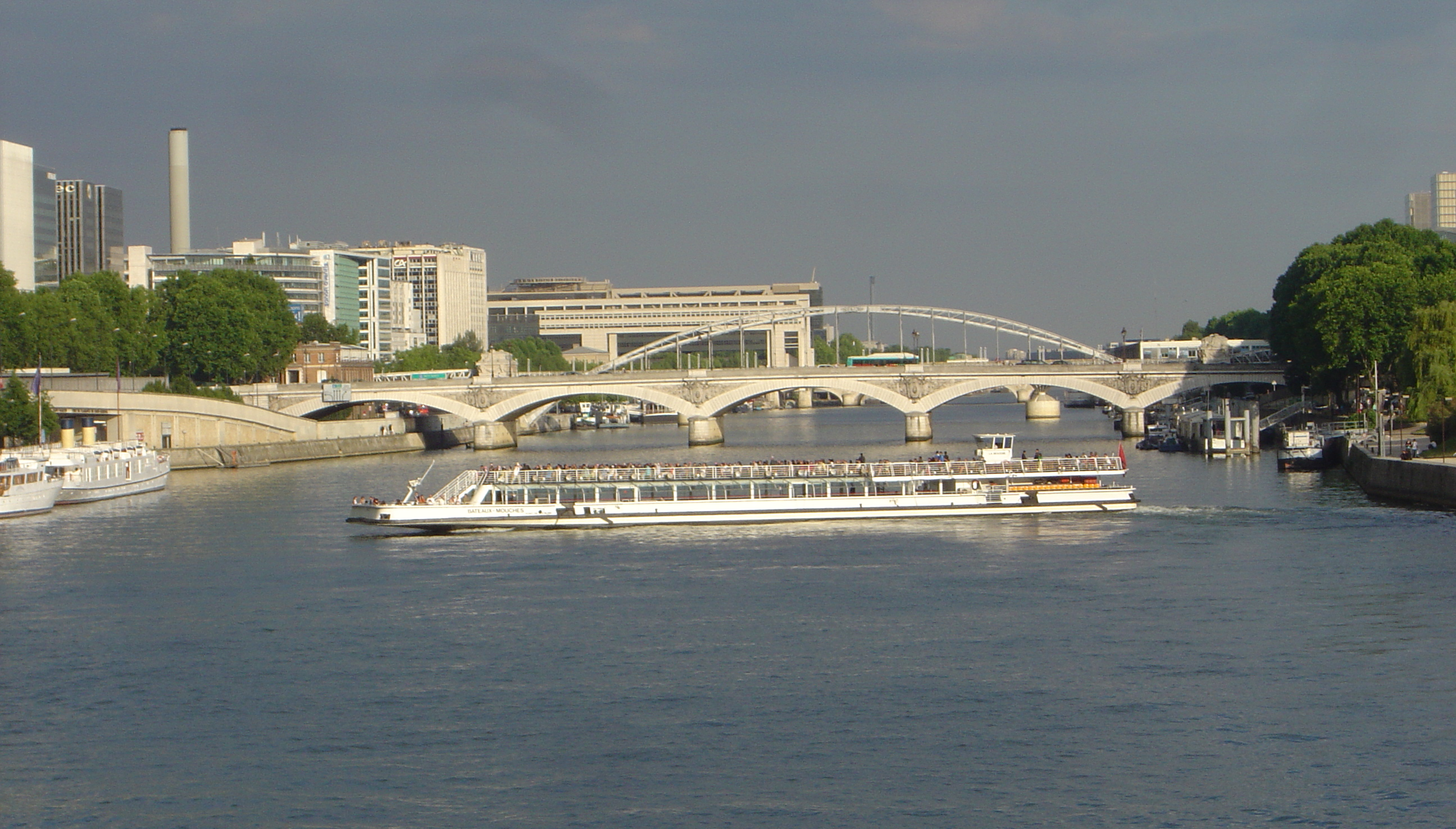
Bateau faisant demi-tour près du pont d'Austerlitz à Paris.
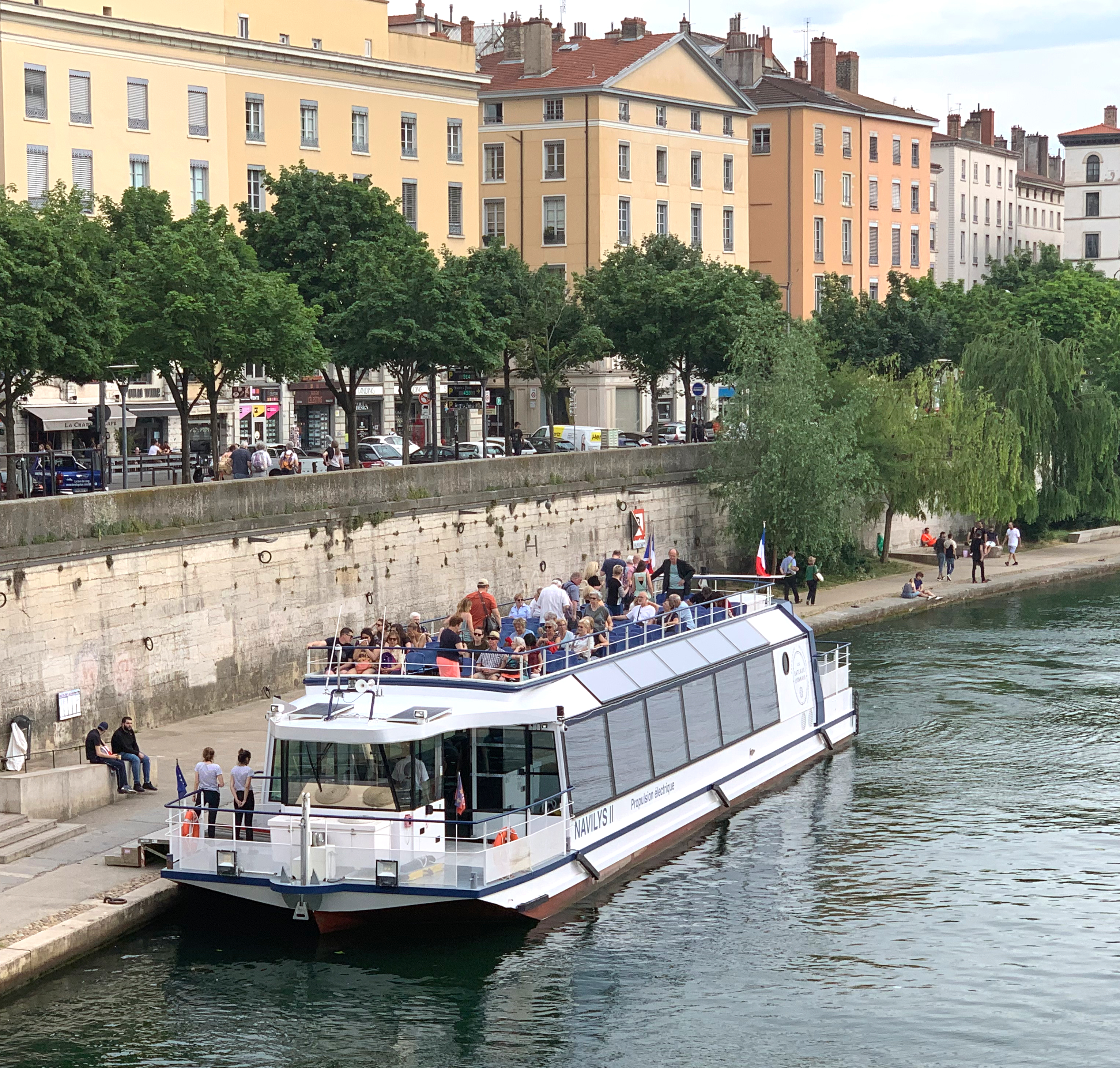
Bateau-mouche sur la Saône à quai à Lyon.
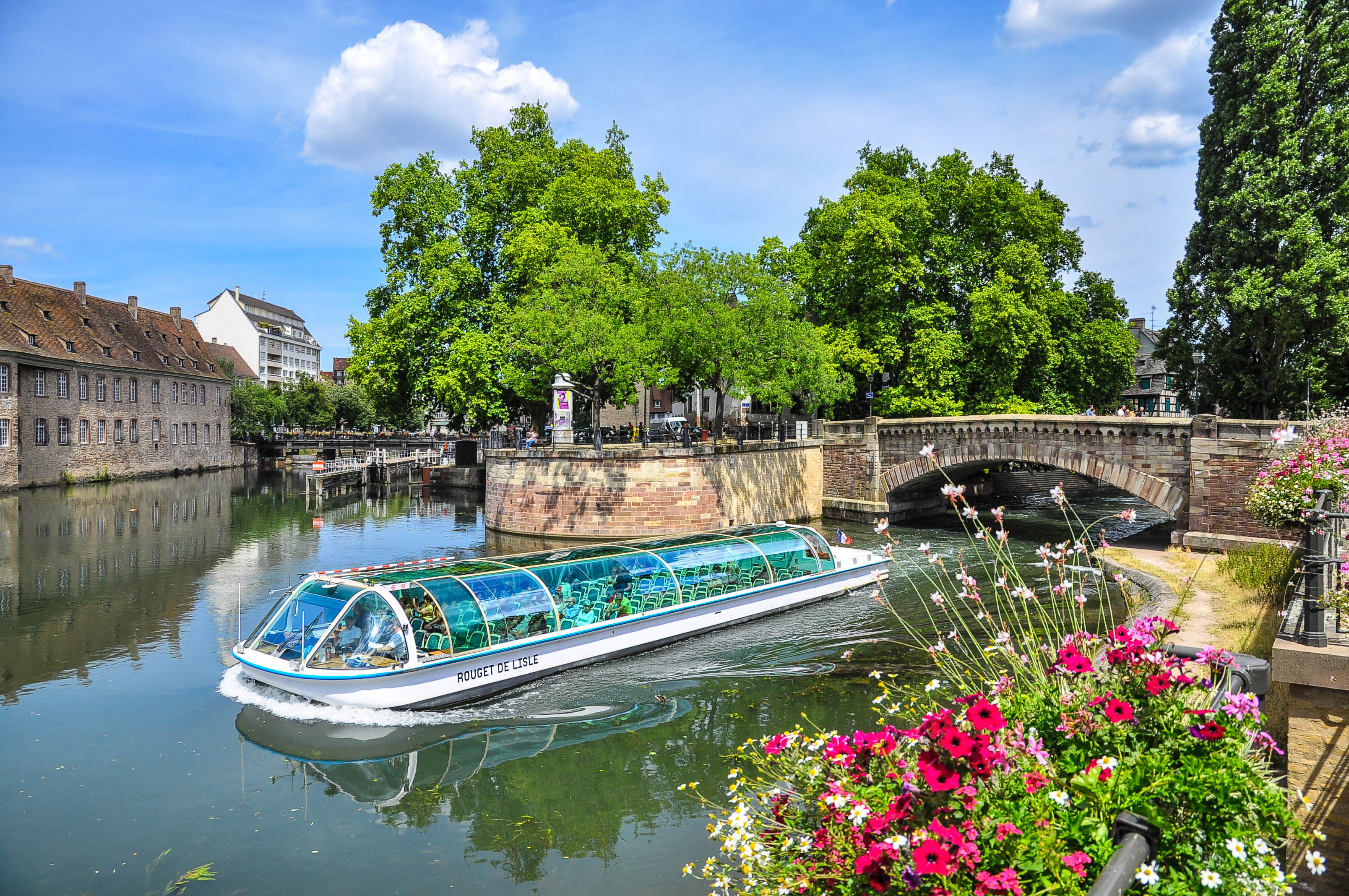
Bateau-mouche sur l'Ill à Strasbourg.
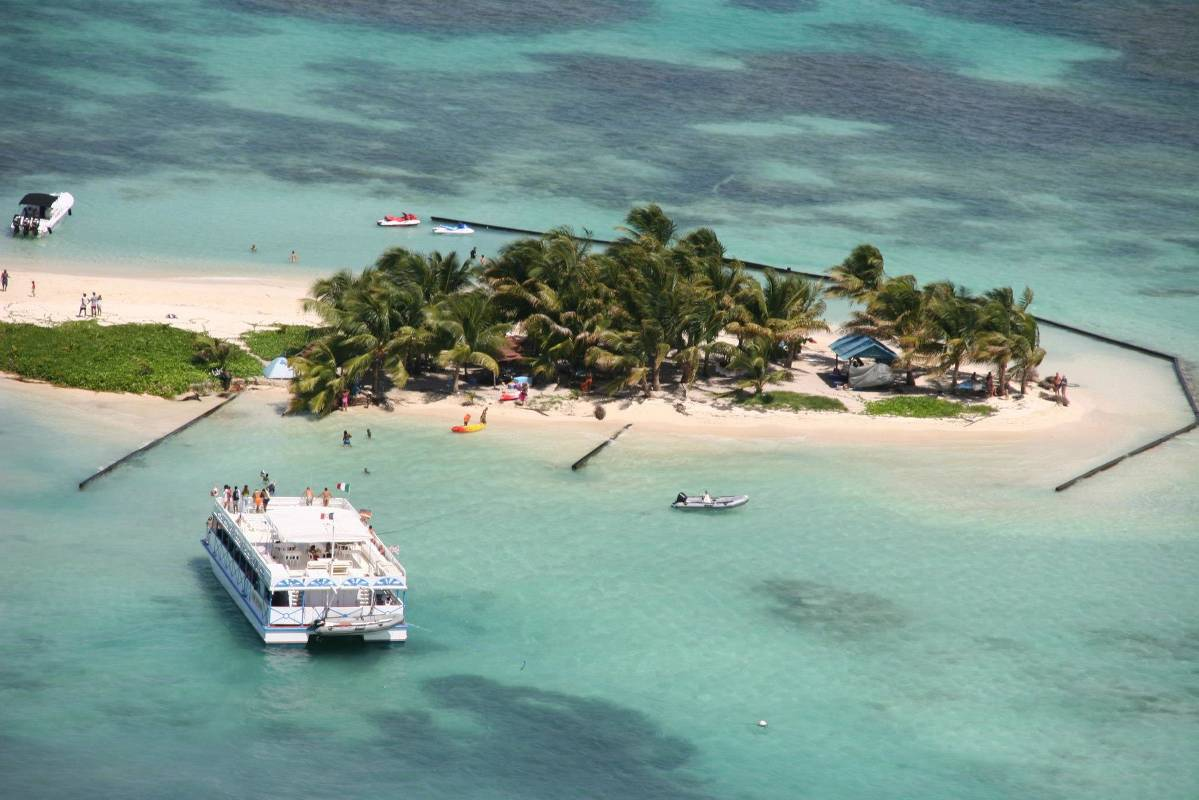
Bateau-mouche abordant l'îlet Caret en Guadeloupe.

Le mot bateau-mouche vient de La Mouche, qui était à la fin du XIXe siècle le nom d'une zone du sud de Lyon, sur la rive gauche du Rhône, aujourd'hui à Gerland,,. Un chantier de construction navale s'installe à La Mouche en 1860, et les embarcations qui y sont fabriquées sont baptisées la Mouche 1, la Mouche 2, la Mouche 3... Les Mouches sont exploitées pour le transport de marchandises et de passagers sur divers cours d'eau et canaux dans la région lyonnaise. De décembre 1862 à 1913, la « Compagnie des Bateaux Mouches » des sieurs Chaize et Plasson exploite une ligne de transport de voyageurs entre la Mulatière et Vaise avec cinq navires.
Ces embarcations n’avaient jamais été utilisées dans un cadre touristique ni pour des promenades partant d’un site pour y revenir. C'est à l'occasion de l'Exposition universelle de 1867 que les premiers bateaux-mouches firent leur entrée dans la capitale. Les organisateurs de l'exposition lancèrent un concours que remportèrent les chantiers navals de La Mouche associés à la « Compagnie des Bateaux Omnibus de Lyon » de MM. Plasson et Bonne et à plusieurs autres sociétés lyonnaises. Ils acheminèrent à Paris une trentaine de leurs bateaux à passagers, par la Saône, le canal de Bourgogne, l'Yonne et la Seine,. À Paris, la ligne unique de la compagnie des Bateaux-Omnibus transporta plus de 2,5 millions de passagers durant l'exposition.
Après la Seconde Guerre mondiale, alors que le transport fluvial de voyageurs disparaissait au profit des transports terrestres (voies sur berges) ou souterrains (métro de Paris), Jean Bruel (1917-2003),,, fondateur de la Compagnie des Bateaux Mouches, a acquis un des derniers bateaux ayant été construits pour l’exposition universelle, afin de proposer des promenades touristiques sur la Seine. De ce nouveau concept, Jean Bruel a créé une nouvelle activité, et déposa la marque-dénomination « Bateaux Mouches » dès 1950[réf. souhaitée].
Afin de conférer une notoriété et une publicité suffisantes à sa nouvelle activité touristique sur la Seine, Jean Bruel inventa le personnage mythique de Jean-Sébastien Mouche, qu’il présenta comme le concepteur des Bateaux-mouche. Il organisa ainsi, le 1er avril 1953, port de Solférino, une cérémonie d’inauguration de son nouveau bateau en présentant un buste de « Jean-Sébastien Mouche » en présence du ministre des Transports, du préfet de Paris et du Tout-Paris culturel et artistique de l’époque. La presse évoqua cet événement insolite, acte fondateur d’une nouvelle activité touristique sur la Seine qui attire depuis des millions de visiteurs.
Lors de la cérémonie d'ouverture des Jeux olympiques à Paris en 2024, plusieurs bateaux-mouches furent utilisés - notamment L'Espoir, qui transporta l'équipe américaine.

## À Montréal

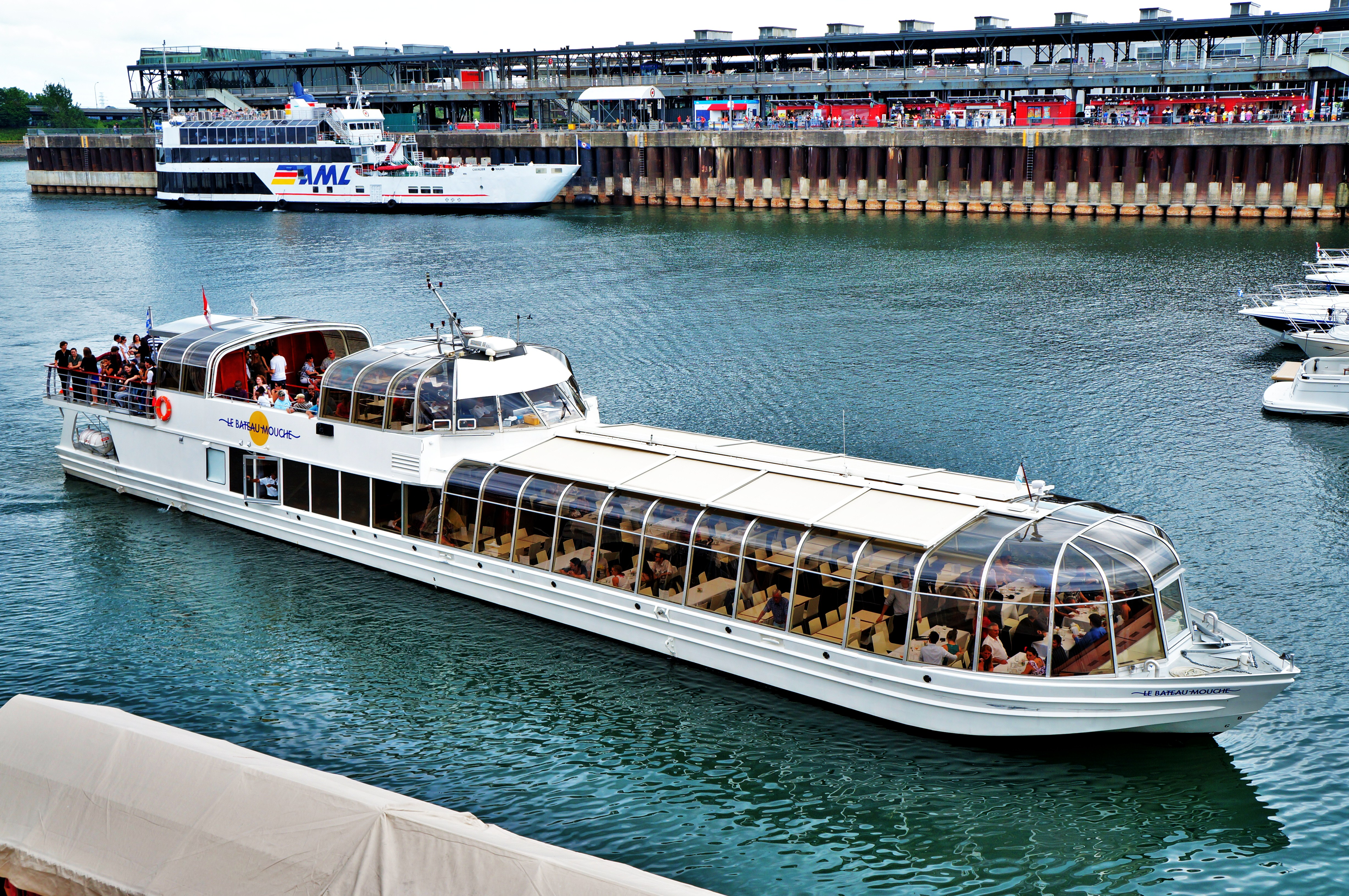
Le Bateau-Mouche dans le Vieux-Port de Montréal, 2012.

Le « Bateau-Mouche au Vieux-Port de Montréal » est une entreprise créée en 1992. Construit, dans le Vieux-Port même, le Bateau-Mouche a été inauguré à l'occasion des fêtes du 350e anniversaire de la ville de Montréal en 1992.
Le Bateau-Mouche de Montréal est un bateau d’une capacité de 190 personnes qui propose cinq voyages quotidiens : quatre voyages le jour et un le soir. Le bateau est doté de deux ponts. La verrière du pont supérieur est découverte dans la journée.
Comme son cousin parisien, il évolue sur un fleuve : le Saint-Laurent. Son but est de proposer des promenades touristiques au cœur du Vieux-Port et de ses îles (île de Montréal, île Notre-Dame, île Sainte-Hélène) et de découvrir un paysage à la fois urbain et naturel.
Le faible tirant d’eau du Bateau-Mouche lui permet d’emprunter un parcours inaccessible aux bateaux traditionnels : entrée du canal Lachine, Habitat 67, le courant Sainte-Marie, la tour de l'Horloge, le pont Jacques-Cartier, La Ronde, le chenal Le Moyne, la Biosphère, etc.
Depuis 1992, le Bateau-Mouche a accueilli plus d’un million de visiteurs. Il y a été servi plus de 400 000 repas en soirée à l'occasion de ses soupers-croisières.

## À Rio de Janeiro
Une ligne du même nom opérait à Rio de Janeiro dans la baie de Guanabara. Le 31 décembre 1988, le bateau mouche IV fit naufrage, causant 55 morts et la faillite de la société.

## Dans la fiction
Deux scènes du film Le cave se rebiffe (1961) se déroulent sur des bateaux-mouches parisiens (près de la pointe est l'île de la Cité puis port Debilly). Dans la seconde, Robert Mideau (Maurice Biraud) confie au « Dabe » (Jean Gabin) : « C'est drôle, la dernière fois que je suis monté là-dessus j'avais douze ans, c'était l'année de ma première communion ». L'autre lui répond : « Moi aussi je venais souvent quand j'étais môme. Puis plus tard des bateaux j'en ai pris des plus gros pour aller plus loin mais tu vois je suis quand même resté fidèle, je trouve que c'est une jolie façon de voir Paris ».
Dans la troisième partie « Les Mots incompris » de L’Insoutenable Légèreté de l’être, Kundera évoque des « bateaux-mouches » dans la ville de Genève pour passer « de l’autre du lac » où le personnage de Franz habite (chapitre 1).
Dans Le Mataf, Bernard Solville (Michel Constantin) rencontre Maitre Desbordes (Adolfo Celi) sur un bateau-mouche. L'avocat lui donne des clés d'une consigne de la gare du Nord pour récupérer une valise contenant 100 000 dollars, une avance pour effectuer un vol de microfilms.